# Josefine Frandl
Josefine Frandl, detta Putzi (Radstadt, 5 luglio 1930), è un'ex sciatrice alpina austriaca.

## Palmarès

### Olimpiadi invernali
- Argento a Cortina d'Ampezzo 1956 nello slalom gigante.